# Bassin permien (États-Unis)
Ne doit pas être confondu avec Bassin permien (Europe).
Le Bassin permien (en anglais : Permian Basin) est un bassin sédimentaire qui s'étend sur l'ouest du Texas et le sud-est du Nouveau-Mexique (États-Unis). Son nom vient du Permien, une période géologique. Le bassin est réputé pour ses riches gisements de pétrole, de gaz naturel et de potassium. En raison de son importance économique, c'est l'une des régions géologiques les plus étudiées au monde. C'est le site le plus producteur de gaz à Effet de serre au monde (CO2 de torchage et méthane à très haut pouvoir absorbant du rayonnement thermique [34 fois celui du CO2 à cent ans] libéré par l'extraction). 

## Subdivision
Il se subdivise en plusieurs sous-ensembles : bassin de Midland (le plus vaste), Bassin de Delaware, Bassin de Marfa. Il s'agit en 2019 de la plus importante région de production d'hydrocarbures au monde appelée Mid-Continent Oil Producing Area devançant Ghawar en Arabie saoudite. Les principales villes sont Midland et Odessa. En 2006, la population était de 497 342 habitants. 